# Takenoko-zoku

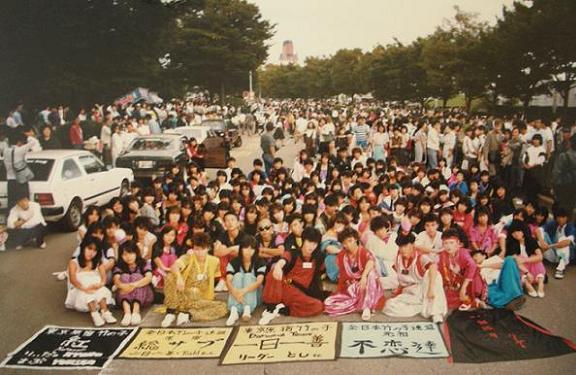
Een groepsfoto in Harajuku op 14 oktober 1984

De Takenoko-zoku (竹の子族, letterlijk Bamboescheuten stam) is een type dansgroep die voornamelijk actief was vanaf halverwege de jaren 70 tot halverwege de jaren 80 in Tokio, voornamelijk in de wijk Harajuku in het Yoyogi Park. Er waren tevens kleinere takenoko-zoku groepen actief in Ikebukuro en Kichijoji. De leden, die bijna altijd tieners waren, waren voornamelijk vrouwelijk en hadden meestal één man als de leider. Ze droegen voornamelijk kleurrijke kleuren en dansten in een herkenbare stijl op het voetgangersgebied op de muziek uit stereo-installaties. Tot op een zekere hoogte waren zij de voorlopers van de gyaru-groepen die later ontstonden in de jaren 90.
Een voorstelling van een takenoko-zoku groep kan gezien worden in de film Sans Soleil van Chris Marker.